# Desislava Alexandrova-Mladenova
Desislava Alexandrova-Mladenova (Bulgaria, 27 de octubre de 1975) es una atleta búlgara retirada especializada en la prueba de salto de altura, en la que consiguió ser subcampeona europea en pista cubierta en 1994.

## Carrera deportiva
En el Campeonato Europeo de Atletismo en Pista Cubierta de 1994 ganó la medalla de plata en el salto de altura, con un salto por encima de 1.96 metros, tras su paisana búlgara Stefka Kostadinova  (oro con 1.98 metros) y por delante de la austriaca Sigrid Kirchmann (bronce con 1.94 metros).